# Grijsvoetchipmunk
De grijsvoetchipmunk (Neotamias canipes) is een zoogdier uit de familie van de eekhoorns (Sciuridae). De wetenschappelijke naam van de soort werd voor het eerst geldig gepubliceerd door V. Bailey in 1902.

## Voorkomen
De soort komt voor in de Verenigde Staten.